# Среден Царевичен пояс
Средният Царевичен пояс (на английски: Central Corn Belt Plains) е равнина в централната част на Съединените американски щати, част от Средноамериканските равнини в Източните умерени гори.
Част от Царевичния пояс във Вътрешните равнини, тя заема североизточната част на щата Илинойс и съседни области от Индиана и Уисконсин. В миналото тя е заета от прерии, смесени с отделни дъбово-хикориеви гори, но от XIX век насам постепенно е почти изцяло превърната в обработваеми земи, главно за производство на царевица и соя, а в североизточния ѝ край е разположена агломерацията на град Чикаго.